# The Instigators
The Instigators är en amerikansk thrillerfilm från 2024. Filmen är regisserad av Doug Liman, med manus skrivet av Chuck Maclean och Casey Affleck. Den började spelas in i mars 2023 i Boston.
Filmen hade premiär på utvalda biografer i USA den 2 augusti 2024, för att sedan ha premiär på Apple TV+ den 9 augusti samma år.

## Rollista (i urval)
- Matt Damon – Rory
- Casey Affleck – Cobby
- Hong Chau – Dr. Donna Rivera
- Paul Walter Hauser – Booch
- Michael Stuhlbarg – Mr. Besegai
- Ving Rhames – Frank Toomey
- Alfred Molina – Richie Dechico
- Toby Jones – Alan Flynn
- Jack Harlow – Scalvo
- Ron Perlman
- Caylee Cowan